# Koutník jedovatý
Koutník jedovatý (Loxosceles reclusa) je druh pavouka z čeledi koutníkovití. Ve Spojených státech je známý také pod názvy brown recluse spider nebo violin spider podle tmavé skvrny ve tvaru houslí na hlavohrudi. Dorůstá délky 6–20 mm a na rozdíl od většiny jiných pavouků má pouze šest očí.
Žijí v oblasti jihovýchodu a jihu USA. Protože se rád zdržuje v domácnostech, je tento druh pavouka poměrně obávaný. Ačkoli není agresivní, může mít kousnutí vážné následky (dermonekrózu). V Evropě se, navzdory bulvárním článkům, nevyskytuje.
Koutníci jsou jediní pavouci na světě, po jejichž kousnutí dochází k tomuto způsobu odumírání kůže. Jejich jed totiž obsahuje enzym sfingomyelinázu D. Ten poškozuje tkáň kůže a posléze vede k jejímu odumření. V případě, že není rychle podáno antidotum, umírají lidé v koncovém důsledku na selhání orgánů. Rány po kousnutí se hojí jen velmi obtížně, pakliže vůbec. 